# Seriózní Flanders
Seriózní Flanders (v anglickém originále A Serious Flanders) je 6. a 7. díl 33. řady (celkem 712. a 713.) amerického animovaného seriálu Simpsonovi. Scénář obou částí napsal Cesar Mazariegos a první část režírovala Debbie Mahanová, druhou část Matthew Faughnan. V USA měl premiéru dne 7. listopadu 2021 (1. část) a 14. listopadu 2021 (2. část) na stanici Fox Broadcasting Company a v Česku byl poprvé vysílán 1. března 2022 (1. část) a 8. března 2022 (2. část) na stanici Prima Cool. V tomto dvojdílu do Springfieldu zavítá neúprosný vymahač dluhů.

## Děj
Tato kriminální parodie se skládá ze dvou různých dílů, z nichž každý má tři kapitoly (ve stylu šestidílné minisérie vydané na Simpflixu).

### 1. část

#### Úvod
Bohatý Texasan se pokouší utéct před nelítostným vymahačem dluhů jménem Kostas Becker a jeho nohsledy Seamusem a Collette, ale je chycen a zavražděn, protože nezaplatil svůj dluh.

#### Kapitola první: Dobrota je tvrdý chléb
Později Ned Flanders sbírá v parku odpadky a potká Homera, který dělá totéž. Zakopne a spadne z kopce, kde najde tašku se 173 296 dolary v hotovosti, které věnuje místnímu sirotčinci jménem svého dědečka, policejního šerifa Neda Flanderse I. Kostas zjistí, že Ned je vnukem šerifa Flanderse, jenž byl jeho prvním dlužníkem.

#### Kapitola druhá: Hrochův hlavolam
Kostas vyhledá za pomocí Seasmuse a Collette Neda v kostele a řekne mu, že je dlužníkem dané částky. Barb, ředitelka sirotčince, pozve Neda na rande na vánoční trhy. Homer je poté zajat Seamusem a Collette, jelikož si ho spletou s Nedem.

#### Kapitola třetí: Kobliha pro ďábla
Barb pozve Neda k sobě domů, kde se líbají, dokud Ned nezjistí, že jejím manželem je Mel. Podle Barb je jejich manželství čistě úřední, Ned se však cítí jako cizoložník a odchází.
Když Seamus a Collette předávají Homera (v domnění, že jde o Neda) vymahači dluhů Kostasovi, řekne jim, že chytili špatného muže. Kostas se rozhodne situace využít a zavolá Nedovi – vyhrožuje, že Homerovi ublíží, pokud dluh nesplatí do 24 hodin, a upozorní ho, ať nehlásí zmizení Homera na policii. Marge jde k navštívit Neda, protože nemůže Homera najít. Ned zalže, že Homer odjel do Shelbyvillu, aby neohrozil ho tím, že by Marge uvědomila policisty.
Marge hledá Homera po Springfieldu, skončí v restauraci pana Koblihy, kde snídá Kostas. Tlustý Tony a jeho přisluhovači Johnny „Kamennej ksicht“, Nohatej a Louie ho sledují kvůli tomu, že Seamus a Collette obtěžovali Komiksáka (jenž má ochranu Tonyho mafie) a požadují, aby opustil Springfield, ale Kostas je zabije, což má za následek i smrt Disca Stu a pana Burnse při přestřelce. Vymahač ušetří Marge a odejde, ale při odchodu mu vypadne Homerův průkaz a Marge si uvědomí, že Homera unesl Kostas.
Kostas Homera nechá mučit, zatímco Ned jde do kostela a doufá, že mu Bůh odpustí hřích s Barb.

### 2. část

#### Kapitola čtvrtá: Peníze, co rostou ve stromech
Po masakru v koblihárně hledá Springfieldská policie Kostase, zatímco Marge pátrá po Homerovi. Mezitím se Ned obává, že vymahači dluhů zabijí Homera, pokud nedostanou své peníze. To Neda přiměje přemýšlet, odkud se peníze vzaly a jak se dostaly do stromu.
V retrospektivě se ukazuje, že šerif Flanders byl ve skutečnosti zkorumpovaný a bral úplatky od mafie hlavního města, chodil do nočních klubů, a dokonce užíval různé drogy. Jedné noci, když mafie vyjednává s bratry Szyslaky o penězích, které Kostas tehdy vybíral, se obě skupiny zapojí do přestřelky, která všechny kromě jednoho zabije. Šerif Flanders zastřelí posledního muže, vezme peníze a schová je na stromě. Kostas přichází a požaduje peníze od šerifa Flanderse, ale nešťastnou náhodou ho zabije, když mu šerif Flanders vklouzl přímo do nože. Přijíždí policie a nešťastnou náhodou nabourá auto do stromu a srazí ho z kopce.

#### Kapitola pátá: Uff-Da!
Zpět v přítomnosti Homer zjistí, že Seamus a Collette jsou manželé a slaví desáté výročí. Poté, co je Homer přiměje k boji, hrnec na sporáku vzplane a oheň se rozšíří po domě, což způsobí propadnutí stropu pod koupelnou a vana rozdrtí Seamuse a Collette. Marge zachrání Homera z hořícího domu, zatímco Ned, stále věřící, že Homer je držen jako rukojmí, se vloupe do Barbina sirotčince, aby ukradl peníze. Zjistí však, že klíč k trezoru má Barb na krku, a on ji navzdory své víře svede. Ned odjede s penězi a projede kolem uprchlého Homera. Naštvaná Barb zjistí, že Ned ji svedl kvůli penězům a hodí po odjíždějícím autě vlajku, což způsobí, že Ned nabourá a jeho auto začne hořet. Homer jde zachránit Neda, ale poté, co vidí peníze, se je pokusí zachránit prioritně a nechtěně s nimi Neda vytáhne z auta. Obyvatelé města oslavují Homera jako hrdinu, zatímco Ned je nucen utéct jak před zákonem, tak před Kostasem. Marge, která zná Homerovy skutečné úmysly, je na něj naštvaná.

#### Kapitola šestá: Z červených čísel do černých
Uběhnou tři roky a Homer nyní vlastní autoservis s Marge, která je na něj stále naštvaná. Bart je slušně vychovaný skaut a Líza má nyní spoustu přátel. Poté, co Homer obdrží prázdnou pohlednici z Wyomingu, jede tam navštívit Neda, který se skrývá v chatě v lese, aby mu dodal zásoby. Marge tajně sleduje Homera a nakonec ho vidí jako nesobeckého muže, když ho vidí pomáhat Nedovi. Kostas ji bohužel následoval a přepadl je. Utečou z chaty a Ned bojuje s Kostasem na zamrzlém jezeře, kde Kostas odhalí Nedovi temná tajemství svého dědečka, což způsobí, že rozzuřený Ned zaútočí na Kostase. Ned hodí jeho dluhovou knížku na zamrzlé jezero a Kostas ji běží zachránit, což způsobí prolomení ledu, spadne dovnitř a utopí se. Po návratu domů do Springfieldu Homer vypráví obyvatelům města celý příběh a Nedova pověst je obnovena, zatímco se Homer a Marge konečně usmíří.

## Přijetí

### Sledovanost
Ve Spojených státech první část dílu během premiéry sledovalo 3,47 milionu diváků. Druhá část byla v premiéře sledována 1,66 miliony diváků.

### Kritika

#### 1. část
Kritik Tony Sokol z webu Den of Geek udělil první části plný počet hvězdiček, tedy pět z pěti, a napsal: „Seriózní Flanders, kterého napsal Cesar Mazariegos a režírovala Debbie Mahanová, je díl, který se bude líbit i těm, kteří Simpsonovy nesledují. Je detailní, vyladěný a přetížený vtipy nebo jejich duchy. Protože jsou pravidla kontinuity postav pozastavena, měl by druhý díl poskytnout uspokojivý závěr.“.
Marcus Gibson z Bubbleblabberu ohodnotil první část osmi body z deseti a uvedl: „Celkově vzato, první část Seriózního Flanderse zahájila krvavou dvoudílnou akci správným směrem. Epizoda dokazuje, že žádný dobrý skutek nezůstane nepotrestán, od komediální stránky až po hostující hvězdy. Bude zajímavé sledovat, jak na to navážou v druhé části příští týden. Do té doby se teď můžeme jen modlit, aby Flanders našel cestu z této smrtelně nebezpečné situace.“.

#### 2. část
Druhá část se setkala také s pozitivním hodnocením, Sokol udělil opět plný počet hvězdiček a napsal: „Scénář k Serióznímu Flandersovi – 2. části napsal Cesar Mazariegos a režíroval Matthew Faughnan. Pokračuje v tempu a dokonalosti prvního dílu, který ho v zábavnosti převyšuje jen tím, že byl překvapivě neotřelý. Na to, že seriál běží už 33 řad, je to úspěch sám o sobě. Simpsonovi jsou v posledních letech nekonzistentní. Dali poměrně dost vynikajících epizod, ale vyhazují příliš mnoho slabých příspěvků, snaží se udržet rovnováhu mezi neúctou a respektem. Fargo mění jména jen z úcty k mrtvým. Tento dvojdíl je klasika a nastavuje vysokou laťku pro celou řadu.“.
Gibson znova udělil osm bodů z deseti s komentářem: „Celkově je druhá část Seriózního Flanderse solidním závěrem nejnovější dvoudílné akce Simpsonových. Navzdory nedostatkům v ději týkajícím se Neda a jeho otce má epizoda dostatek úsměvných momentů a intrik, aby přinesla důstojnou výzvu Nedově křesťanské víře. Závěrem bych řekl, že Seriózní Flanders je další uspokojivou dvoudílnou epizodou Simpsonových. Není zdaleka dokonalá, ale slouží jako příklad toho, jak seriál dokáže náležitě poskytnout vývoj postav a situací ve více než jedné epizodě.“.